# 沃州 (渤海国)
沃州，渤海国的南京南海府所领三州之一，即南海府治所在。
领沃沮、鹫岩、龙山、滨海、升平、灵泉六县。沃州治所在今在沃沮县（今朝鲜民主主义人民共和国咸镜南道咸兴市，一说在咸镜北道鏡城郡之南山城，咸镜南道北青郡），以产绵著称。926年，辽朝灭渤海，移居沃州的渤海人至今辽宁省海城市，设海州，1029年，渤海人大延琳反辽，海州人参与，大延琳失败後，渤海人被迁到上京道，设迁辽县。